# Charles Hough, Jr.
Pour les articles homonymes, voir Hough.
Charles Hough, Jr. (né le 3 mai 1934 à San Diego et mort le 27 mars 2023) est un cavalier américain.

## Biographie
Charles Hough, Jr. est membre de l'équipe olympique des États-Unis de concours complet qui est médaillée de bronze aux Jeux olympiques d'été de 1952 à Helsinki.